# Acanthochitona dissimilis
Acanthochitona dissimilis är en blötdjursart som beskrevs av Is. och Iw. Taki 1931. Acanthochitona dissimilis ingår i släktet Acanthochitona och familjen Acanthochitonidae. Inga underarter finns listade i Catalogue of Life.